# Bernardo Álvarez Afonso
Bernardo Álvarez Afonso (ur. 29 lipca 1949 w Breña Alta) – hiszpański duchowny katolicki, biskup San Cristóbal de La Laguna w latach 2005-2024.

## Życiorys

### Prezbiterat
Święcenia kapłańskie otrzymał 16 lipca 1976 i został inkardynowany do diecezji San Cristóbal de La Laguna. Przez kilkanaście lat pracował jako duszpasterz parafialny. Był także asystentem dziecięcej sekcji Akcji Katolickiej w diecezji, wykładowcą diecezjalnych seminariów, pracownikiem wydziałów kurialnych (m.in. do spraw liturgii i duszpasterstwa) oraz wikariuszem generalnym diecezji.

### Episkopat
29 czerwca 2005 papież Benedykt XVI mianował go biskupem ordynariuszem diecezji San Cristóbal de La Laguna. Sakry biskupiej udzielił mu 4 września 2005 ówczesny nuncjusz w Hiszpanii - abp Manuel Monteiro de Castro.
16 września 2024 papież Franciszek przyjął jego rezygnację z urzędu biskupa ordynariusza diecezji San Cristóbal de La Laguna. 